# Наукова бібліотека Національного університету «Одеська юридична академія»
Наукова бібліотека
Наукова бібліотека Національного університету «Одеська юридична академія» – це інтегрований інформаційний простір, який об’єднує бібліотечну, музейну та архівну складові й активно реалізує свою діяльність у межах функціонування провідного закладу вищої освіти України – Національного університету Одеська юридична академія.
25-річний розвиток Наукової бібліотеки Національного університету «Одеська юридична академія» – це результат багаторічної наполегливої праці професійного колективу бібліотеки за сприяння і дієвої підтримки керівництва НУ «ОЮА» і особисто президента НУ ОЮА, академіка С. В. Ківалова, збереження традицій і запровадження новацій.
Дев’ять відділів Наукової бібліотеки — це єдиний творчо згуртований механізм, який чітко та злагоджено працює як у фізичному, так і віртуальному просторі, здійснюючи дієвий інформаційний супровід освітнього, наукового та культурно-просвітницького процесів в Університеті, просуваючи новітні політики цифровізації, відкритості освітнього та наукового процесів, інформаційної компетентності, академічної доброчесності.
Завдяки багаторічній плідній діяльності із наповнення, використання та збереження бібліотечного фонду; формування електронної бібліотеки; забезпечення доступу до наукометричних баз даних; розвитку інформетричних практик та новітніх сервісів; підвищення компетенцій та фахової підготовки бібліотечних працівників; тісній співпраці з професорсько-викладацьким складом Університету; розширенню комунікацій у вітчизняному та міжнародному бібліотечному просторі наукова бібліотека Національного університету «Одеська юридична академія» займає провідні позиції серед університетських бібліотек України, щодня нарощуючи свій потенціал.
Свої професійні знання та багаторічний досвід віддають улюбленій справі О. В. Богданович, К. П. Богун, B. О. Бухта,  О. М. Дем’яненко, В. П. Дишко, О. О. Дремлюга, А. Г. Касімова, С. М. Макуха, Л. М. Нерубацька, І. В. Новіцька, Т. І. Опольська, О. С. Петренко, А. В. Ракул, В. І. Радченко, С. В. Романенко, О. І. Солодка, Т. М. Стефанчишена, Л. А. Таран, Н. К. Ускова, Т. Ю. Фідаєва, С. О. Фоміна та багато інших небайдужих, захоплених своєю справою бібліотечних фахівців. 

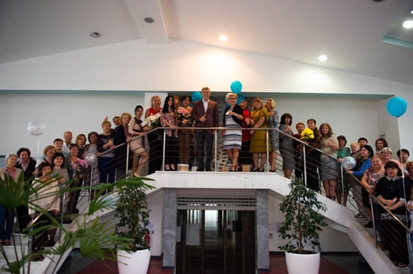
Співробітники бібліотеки НУ "ОЮА"

Наукова бібліотека НУ «ОЮА» поєднує в своїй історії 25-річну молодість університетської бібліотеки і 100-річну зрілість досвіду своїх попередніх років становлення. На початку XX століття видатні вчені Одеси — академік Д. К. Третяков, професор А.Г. Готалов-Готліб, Г. С. Томашпольський та інші, формуючи новаційні педагогічні практики, доклали багато зусиль  до створення бібліотеки. Вагомим внеском у розвиток та збереження бібліотеки стала віддана праця талановитого бібліотекаря Півдня України О.А. Касько, яка керувала книгозбірнею з 1932 по 1974 рік. Завдяки її мужності та винахідливості найкращі видання були збережені у роки Другої світової війни, і вже у травні 1944 року бібліотека гостинно відкрила двері для своїх читачів. Поступово бібліотека отримала статус методичного центру Одеського обласного управління освіти, а її незмінним директором з 1974 року до 2017 року була М. М. Солодухіна, яка своєю віданністю бібліотечній справі та творчим завзяттям наполегливо скеровувала діяльність бібліотеки до значних досягнень та модернізації. Наразі бібліотеку очолює кандидат біологічних наук Т. Ю. Іванійчук.
Багатогалузевий фонд Наукової бібліотеки Національного університету «Одеська юридична академія» нараховує сьогодні майже 800 тисяч примірників документів державною та іноземними мовами як у традиційному паперовому, так і електронному форматах. Основний електронний фонд ресурсів віддаленого доступу складється з електронної бібліотеки власної генерації та зовнішніх електронних ресурсів
Книжкове зібрання бібліотеки постійно поповнюється дарунками читачів та меценатів — як наших співгромадян, так і зарубіжних друзів Університету. За двадцятип’ятирічну історію бібліотека з вдячністю прийняла в дар цінні видання від президента НУ «ОЮА» академіка С. В. Ківалова, багатьох представників професорсько-викладацького складу та співробітників НУ «ОЮА» та друзів бібліотеки: М. Р. Аракелян, Ю. П. Аленін, К. М. Вітман, Н. Ю. Голубєва, В. В. Долежан, В.В. Дудченко, В. М. Зубарь, М.Ф. Крикливий, Т.Р. Короткий, Ю. М. Оборотов, М. П. Орзіх, Ю.Є. Полянський, В. В. Тіщенко, В.О. Туляков та багатьох інших. Авторський фонд продовжує збагачуватись творчим доробком науковців Університету та письменників Одеси. Дарувальниками бібліотеки були Європейський суд з прав людини, проект «USAID», програма TEMPUS, фонд Олександра Гумбольдта, фонд Міжнародного Червоного Хреста, Ноттингемський університет, Асоціація Європейських університетів, Німецький фонд правового співробітництва, Генеральне консульство КНР в Одесі, Український інститут національної пам’яті, Українського культурного фонду, Національного музею Голодомору-геноциду та Інституту дослідження Голодомору м. Києва, Інституту  енциклопедичних досліджень НАН України Громадської спілки «Українська Гельсінська спілка з прав людини», Одеської філії Грецького фонду культури, ТОВ «Адвокатської компанії Кравець і партнери», ТОВ «Редкліфф Партнерз», провідні видавництва України та зарубіжжя та багато інших друзів бібліотеки. Науковій бібліотеці НУ «ОЮА» були подаровані шість унікальних факсимільних видань середньовічних рукописів - Реймське Євангеліє, Віденський Октоїх, Холмське Євангеліє, Луцький Псалтир, Лавришівське Євангеліє, Луцьке Євангеліє, надрукованих видавництвом «Горобець» за підтримки Українського культурного фонду у межах проекту «Повертаємо в Україну культурну спадщину».
За роки існування укомплектовано унікальний фонд юридичної, історичної, філософської та іншої літератури XVII-XX ст.ст., що дало можливість організувати відділ рідкісних та цінних видань (Музей книги) з фондом майже 16 000 примірників. Отримавши спеціально обладнане приміщення у 2006 році до дня народження Академії, він став окрасою та гордістю не тільки бібліотеки, але й усього Університету. Паралельна назва відділу є невипадковою, оскільки його співробітники у своїй діяльності поєднують бібліотечні та музейні форми роботи, що сприяє одночасному збереженню, дослідженню, використанню і популяризації цінних друкованих видань книгозбірні. Велика кількість екскурсій, що проводяться співробітниками відділу, посідає вагоме місце у соціокультурному житті Університету, впливає на його престиж та впізнаваність. Музей книги часто служить майданчиком для проведення наукових заходів, у яких беруть участь не лише вчені України, а й науковці світу, впливає на їх атмосферність, створює відчуття причетності до історичного процесу розвитку наукових шкіл Національного університету «Одеська юридична академія». Запровадження нових форм роботи у бібліотеці, які базуються на використанні досягнень інформаційно-комунікаційних технологій, сприяло збереженню та популяризації фонду відділу рідкісних та цінних видань шляхом оцифрування та розміщення документів в електронній бібліотеці, підготовки віртуальних виставок та екскурсій, які доступні на youtube-каналі бібліотеки https://goo.gl/7O7qGl.
Перлиною колекції книжкових пам’яток, що зберігаються в Музеї книги є видання кириличного друку XVI ст., зокрема «Новий Заповіт» 1623 року видання, видання гражданського друку, друге факсимільне видання «Пересопницького Євангелія», що було підготовлене до 1020-ліття прийняття Київською Руссю християнства. З перших років існування бібліотеки формувалась унікальна колекція відновлених пам’яток права – репринтних видань вітчизняних та зарубіжних правників, які працювали на українських землях у ХІХ–ХХ ст. Сьогодні колекція нараховує понад 600 примірників, що є важливою джерельною базою для правових досліджень. У структурі фонду відділу рідкісних та цінних видань НБ НУ «ОЮА»  заслуговує на увагу також колекція мініатюрних видань кількістю понад 3 тис. примірників періоду з ХІХ ст. до сьгодення.

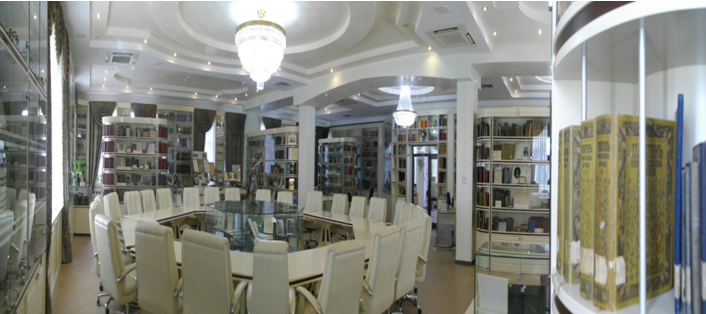
Відділ рідкісної книги.Музей книги

Особливе місце у фонді наукової бібліотеки- займають особисті юридичні бібліотеки В. К. Дябло, І. В. Постики, В. П. Колмакова, які були отримані від родин знаних правників за сприяння вчених та керівництва Університету.
Автоматизація бібліотечних процесів завжди була пріоритетним напрямком роботи бібліотеки. Локальна комп’ютерна мережа бібліотеки входить до складу комп’ютерної мережі Університету та нараховує 58 комп’ютерів. З 2001 року в НБ НУ «ОЮА» впроваджена та активно працює вітчизняна АІБС UniLib, на основі якої автоматизовано практично всі бібліотечні процеси, а саме: комплектування та облік фондів; реєстрація користувачів; видача та повернення документів; створення бібліографічних описів для всіх типів ресурсів; оформлення передплати на періодичні видання; формування за допомогою сигналів збереження підсобних фондів кафедр та відділень; здійснення пошуку в електронному каталозі. На сьогодні електронний каталог АБІС Unilib бібліотеки доступний не тільки в локальній мережі, але й за допомогою веб-інтерфейсу в мережі Інтернет за адресою lib.onua.edu.ua. Він нараховує майже 700 000 записів.

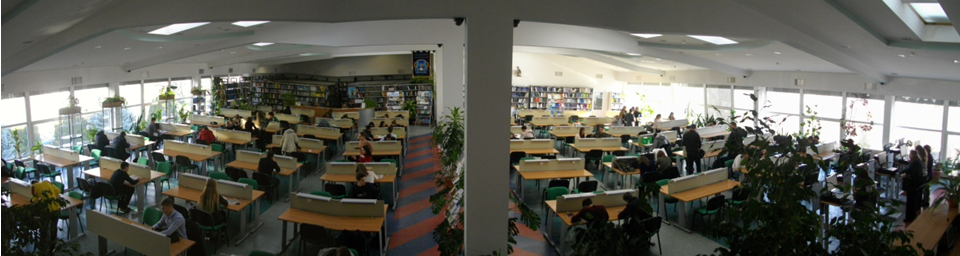
Читальна зала бібліотеки НУ "ОЮА"

У бібліотеці здійснено розробку, заповнення та застосування на практиці дворівневого пошукового україномовного рубрикатора на основі УДК за розділами 34 («Право») і 35 («Державне адміністративне управління»). На основі цього рубрикатора створено веб-каталог «Бібліотека сучасної правової думки України», у якій ведеться пошук в режимі реального часу (http://bspm.onua.edu.ua).
За безпосередньої підтримки президента університету С. В. Ківалова у 2011 році було організовано Науково-інформаційний центр (НІЦ) НБ НУ «ОЮА», який реалізує нові модерні функції бібліотеки (робота з електронними ресурсами; забезпечення кастомізації встановленої системи Dspace та наповнення репозиторію Університету (eNUOLAIR - Electronic National University Odessa Law Academy Institutional Repository); просування праць науковців Університету у наукометричних базах даних; інформетрична діяльність тощо) і на сьогодні перебуває у стадії активного розвитку.
Репозитарій НУ «ОЮА» dspace.onua.edu.ua, створений у 2015 році, як частина електронної бібліотечної системи Університету, виконує потужну акумуляційну та інтеграційну функції, допомагає максимальному представленню наукових здобутків Університету у Інтернет-просторі, індексуванню доробку науковців НУ «ОЮА» у наукометричних базах даних, дає можливість розширення кола міжнародних партнерів, а також використовується як платформа для оприлюднення дисертацій та відгуків офіційних опонентів до офіційного захисту на виконання діючих вимог. Високі показники користувацького попиту на ресурси репозитарію доводять статистичні показники звернень. У 2016 році була реалізована можливість інтеграції репозиторію НУ «ОЮА» з науковою пошуковою системою BASE Bielefeld Academic Search Engine, створеною на базі бібліотеки Білефельдського університету (Німеччина), а також глобальною системою ідентифікації вчених ORCID (Open Researcherand Contributor ID). Крім того, в репозиторії здійснено зв’язок колекції вченого Університету через гіперпосилання з профілем цього вченого, створеного в інших міжнародних наукометричних базах даних, соціальних мережах науковців.
Наукова бібліотека від імені Національного університету «Одеська юридична академія», який зареєстровано як установу-видавця у Міжнародному центрі реєстрації серіальних видань (International Centre for the registration of serial publications) і який є членом PILA (Publishers International Linking Association) (договір від 25.10.2018 р.) та CrossRef (реєстрація від 25.11.2018 р.) продовжує присвоєння ідентифікатора DOI (ідентифікатор видавця 10.32837) публікаціям, розміщеним в інституційному репозитарії eNUOLAIR.
У НІЦ НБ НУ «ОЮА» активно розвивається інфометрична діяльність та діяльність, спрямована на сприяння публікаційній активності науковців НУ «ОЮА», розбудови політики академічної доброчесності. Зокрема, здійснюються постійні консультації щодо створення профілів науковців НУ «ОЮА» у Google Scholar, Mendeley, Research Gate, Academia.edu, SelectedWorks, Digital Commons, ORCID ; аккаунтів у Scopus, Web of Science тощо. Співробітники відділу курують можливостями доступу науковців університету до зовнішніх електронних ресурсів (передплачені електронні ресурси за кошти держбюджету (Scopus, Web of Science, EBSCO, ScienceDirect), електронні ресурси відкритого доступу (CambridgeCore; Research Track; SSRN; SAGE; ProQuest; Mendeley; Google Scholar) та електронні ресурси тестового доступу (DeGruyter; Springer Nature; Bentham Science; Access Global NewBank 2021; RapidILL; Research4Life; LexisNexis; HeinOnline). За сприяння бібліотеки було забезпечено безкоштовний і довгостроковий доступ до високоякісного онлайн-навчання на платформі Coursera for Campus для НУ «ОЮА» http://surl.li/cmqmq, який ініційовано Міністерством освіти і науки України.
Важливим напрямком наукової діяльності бібліотеки є сприяння розбудові системи ідентифікації наукового та соціального впливу наукового контенту створеного науковцями Університету  на основі різних моделей наукової комунікації (паперової, електронної, гібридної), що є важливою складовою наукової діяльності Університету в цілому. Це вимагає об'єднання різних існуючих підходів до оцінки результатів наукової діяльності: експертна оцінка (відгуки, рецензії, думки експертів, рецензентів, наукових редакторів та ін.); наукометричні (бібліометричні) показники (кількість публікацій, їх цитованість, імпакт-фактор журналу, h-індекс автора та ін.) та мережеві підходи (вебометрія, альтметрія тощо.).
Сприяючи розбудові політики академічної доброчесності в Університеті, участі Університету у створенні та наповненні «Національного репозитарію академічних текстів» та практичному застосуванню «Положення про забезпечення оригінальності наукових робіт і запобігання та виявлення академічного плагіату в НУ «ОЮА»», у листопаді 2018 року було здійснено підписання договору про співпрацю Університету з ТОВ Unicheck про здійснення автоматизованої перевірки наукових робіт науковців та здобувачів вищої освіти у НУ «ОЮА» на наявність академічного плагіату у системі Unicheck, яка адмініструється уповноваженним працівником наукової бібліотеки.
Наразі інформаційні ресурси Наукової бібліотеки НУ «ОЮА» увійшли до проекту Національної бібліотеки України імені В. І. Вернадського «Наука України: доступ до знань», який включає розділи «Наукові бібліотеки України», «Наукові ресурси бібліотек», «Наукові установи України» та «Науковці України» http://surl.li/dctaq.
Всі ці та багато інших проектів колективу Наукової бібліотеки Національного університету «Одеська юридична академія» сприяли збільшенню звернень до електронних ресурсів у домені onua.edu.ua та кількості файлів у різноманітних форматах, що напряму впливає на підвищення вебометричного рейтингу Університету.
Співробітники НБ НУ «ОЮА» долучилися до реалізації проекту з підготовки уніфікованого перекладу національних нормативних документів України та розроблення методичних рекомендацій щодо їхнього впровадження, зокрема, перекладу стандарту ДСТУ ISO 2789:2016 (ISO 2789:2013, IDT) «Information and documentation — Internation a library statistics» («Інформація та документація. Міжнародна бібліотечна статистика»), який ініціювала НБУ ім. В. І. Вернадського.
За допомогою створеної системи інформаційного оповіщення на платформі MailChimp http://surl.li/dctaf відбувається  інформування користувачів НБ НУ «ОЮА» щодо дедлайнів подання публікацій до фахових періодичних видань, дедлайнів конференцій, а також інших питань інформаційного супроводу наукової діяльності Університету. Також активно працює бібліотека на свої сторінках у соціальних мережах.
За двадцять п’ять років наукова бібліотека НУ ОЮА була учасником багатьох конференцій, наукових семінарів, форумів міжнародного, національного та місцевого рівня:  міжнародна конференція «Digitale Horizonte» (28.02-1.03.2019 р. Karl-Franzens-Universität Graz, м. Грац, Австрія; воркшоп «To be or not to be – that is the question: Fraudulent practices in scientific publishing» Зубченко Н. І.); The 6: AM Altmetrics Conference (9-10 жовтня 2019 р., Університет м. Стерлінг, Шотландія, Велика Британія; Zubchenko N. All We Need is Publication: Practical Study and Legal Analysis of Predatory Publishers&#39; Activity); 3 та 6-а міжнародні науково-практичні конференції «Наукова комунікація в цифрову епоху» (м. Київ, НАУКМА, Бібліотека Антоновичів, 10–12 берез. 2015; 29-30 березня 2018 р., scda.ukma.edu.ua ); 10 та 11-та Міжнародні наукові конференції «Exploration,Education and Progress in the third millennium» (3 травня 2018 р., 18 квітня 2019 р.,Галац, Румунія) Міжнародний науковий семінар «Наукові видання України: сучасний стан та перспективи розвитку» (м. Київ, 28 верес. 2018 р.); Львівський бібліотечний форум (м. Львів, 20-21 вересня 2018 р.); заходи, які проводились Національним університетом «Одеська юридична академія», Одеською національною науковою бібліотекою, Науковою бібліотекою ОНУ ім. І. І. Мечникова та іншими бібліотеками та організаціями. Така активність сприяла плідному співробітництву та підвищенню професійного рівня бібліотекарів.
Бібліотечними фахівцями щорічно у співпраці з викладачами Університету проводяться  заняття з курсу «Інформаційна культура» практичного та теоретичного спрямування, а також значна кількість семінарів та круглих столів. Велику популярність з 2016 року серед здобувачів освіти та науковців Університету здобули семінари серії «Школа науковця», які були присвячені питанням наукометрії, організації наукового пошуку в мережі Інтернет, самопрезентації вченого, бібліографічних стандартів тощо і після ребрендінгу  у 2020 році отримали назву  «Research&Library skills» (проводять два рази на рік).
У 2018 році було проведено Всеукраїнську науково-практична конференція «Lex bibliothecam et ars bibliothecam: periculum est in mora» (м. Одеса, 9 листопада, 2018 р., НУ «ОЮА», НБ НУ «ОЮА»). Вперше на теренах України відбувся науковий захід, який об’єднав бібліотекарів, вчених-юристів та експертів спільним інтересом – проблематикою правового забезпечення інформаційного та наукового середовища, бібліотечної сфери, які сьогодні формуються у новій генерації не лише у нашій державі, але і у світових масштабах.
З 2022 року в межах практики здобувачів вищої освіти НУ «ОЮА» для першокурсників було започатковано семінар «Науково-інформаційний серфінг: корисні інформаційні ресурси та бази даних для освіти та науки».
Бібліотекою постійно проводиться науково-дослідна робота з питань організації обслуговування читачів навчальною та навчально-методичною літературою, моніторингу книгозабезпечення. Директор НБ НУ «ОЮА» Т. Ю. Іванійчук, яка є членом Навчально-методичної ради НУ «ОЮА», регулярно доповідає про стан науково-методичного забезпечення освітнього процесу в Університеті на засіданнях ради, яку очолює проректор з навчально-методичної та виховної роботи НУ «ОЮА», Заслужений юрист України, професор М. Р. Аракелян.
На постійній основі бібліотечними фахівцями складаються  звіти щодо інформаційного забезпечення освітньої діяльності у сфері вищої освіти з показниками (нормативу) за рівнями вищої освіти у відповідності з Постановою Кабінету Міністрів України «Про затвердження Ліцензійних умов провадження освітньої діяльності закладів освіти» від 30.12.2015 № 1187 та Положенням про акредитацію освітніх програм, за якими здійснюється підготовка здобувачів вищої освіти, затверджене Наказом МОН № 977 від 11.07.2019 при здійсненні акредитації та ліцензуванні за певними спеціальностями.
Вагомою складовою роботи бібліотеки Національного університету «Одеська юридична академія» є здійснення наукових розвідок юридично-біографічного, науково-історичного, бібліографічного спрямування, які висвітлюють становлення та розвиток юридичної науки на Півдні України, а також наукові здобутки представників Одеської школи права, їхній вплив на розвиток національної правової думки. Зокрема бібліографічна діяльність здійснюється у декількох напрямах: дослідження наукової еліти Університету, що реалізується у серії біобібліографічних покажчиків «Вчені Національного університету «Одеська юридична академія», яка налічує понад тридцять випусків; дослідження етапів становлення та розвитку Університету як провідного наукового центру та навчального-освітнього закладу, що реалізується у серії бібліографічних покажчиків «Одеська школа права. Книги вчених Національного університету «Одеська юридична академія» у фонді наукової бібліотеки (2008, 2012) та «Національний університет «Одеська юридична академія – шлях до успіху» (2010).
Тривалий час науково-бібліографічна робота бібліотеки була безпосередньо спрямована також на створення поточних інформаційних ресурсів, зокрема першого і єдиного в Україні «Юридичного реферативного журналу», який видавався  у 2004-2014 рр. у тісній співпраці з професорсько-викладацьким колективом НУ «ОЮА».
У 2018 році Наукова бібліотека Національного університету «Одеська юридична академія» стала лауреатом конкурсу «Краща книга виставки XIX Всеукраїнської виставки-форуму «Українська книга на Одещині» у номінації «Енциклопедичне та довідкове видання» за книги «Пам’ятки права: рідкісні та цінні видання з фонду наукової бібліотеки Національного університету «Одеська юридична академія» та «Пам’ятки права: каталог рідкісних видань» (Одеса : Юридична література, 2017), які були підготовлені до 20-річчя Національного університету «Одеська юридична академія».
Щороку активно здійснюється науково-методичний супровід діяльності структурних підрозділів бібліотеки. Науково-методичний відділ надавав теоретичну, методичну та практичну допомогу підрозділам бібліотеки в удосконаленні форм і методів бібліотечного та інформаційно-бібліографічного обслуговування користувачів; проведення дослідницької роботи.
Велике значення приділяється координації роботи з бібліотеками ЗВО України та міста, з іншими системами та відомствами.  За двадцять років плідної, наполегливої праці Наукова бібліотека НУ «ОЮА» за підтримки керівництва Університету вже створила свою вагому інформаційну та аналітичну нішу. Кількість користувачів бібліотечною інформаційною системою НБ НУ «ОЮА» з кожним роком збільшується, враховуючи розширення способів доступу до інформації та видів інформаційних ресурсів.
Наразі творчий колектив наукової бібліотеки НУ «ОЮА» продовжує розширювати можливості надання бібліотечних послуг у нових форматах і своєю щоденною просвітницькою, науковою, методичною та просвітницькою роботою сприяє популяризації та розвитку наукових шкіл Національного університету «Одеська юридична академія», нарощуванню іміджевих переваг Університету, прищепленню та плеканню інформаційної культури у свого користувача. 